# Rozbiór Czechosłowacji
     Kraj Sudetów anektowany przez Niemcy w październiku 1938 r. na mocy Układu monachijskiego
     Zaolzie anektowane przez Polskę w 2 października 1938 r.
     Tereny południowej Słowacji i południową Ruś Zakarpacką anektowane przez Węgry na mocy pierwszego arbitrażu wiedeńskiego 2 listopada 1938 r.
     Republika Słowacka po ogłoszeniu niepodległości w 14 marca 1939 r.
     Protektorat Czech i Moraw utworzony przez Niemców w 16 marca 1939 r.
     Karpato-Ukraina zajęta przez Węgry w 18 marca 1939 r.

Rozbiór Czechosłowacji w latach 1938–1939:
Kraj Sudetów anektowany przez Niemcy w październiku 1938 r. na mocy Układu monachijskiego
Zaolzie anektowane przez Polskę w 2 października 1938 r.
Tereny południowej Słowacji i południową Ruś Zakarpacką anektowane przez Węgry na mocy pierwszego arbitrażu wiedeńskiego 2 listopada 1938 r.
Republika Słowacka po ogłoszeniu niepodległości w 14 marca 1939 r.
Protektorat Czech i Moraw utworzony przez Niemców w 16 marca 1939 r.
Karpato-Ukraina zajęta przez Węgry w 18 marca 1939 r.

Rozbiór Czechosłowacji – określenie dokonanego w 2 fazach (w latach 1938–1939) rozbioru państwa Czechosłowackiego przez sąsiednie państwa: III Rzeszę, Węgry i Polskę.

## Zapowiedzi rozbioru
Niecały rok po objęciu władzy przez Hitlera, Niemcy rozpoczęły dyplomatyczne naciski na Czechosłowację. Zgłaszano roszczenia terytorialne dotyczące obszarów zamieszkanych przez ludność niemiecką (tzw. kryzys sudecki). Już wiosną 1938 roku III Rzesza podnosiła na forum międzynarodowym sprawę rzekomego prześladowania Niemców w Czechosłowacji. Nieoficjalnie zaś III Rzesza wspierała nacjonalistów w organizowaniu ataków na ludność niemiecką w Sudetach. Francja i Wielka Brytania nie chcąc dopuścić do wybuchu kolejnej wojny, wyraziły swoje stanowisko, nawołując Pragę do odstąpienia terenów zamieszkanych w większości przez Niemców.

## Rok 1938 - pierwsza faza rozbioru
30 września 1938 roku Francja, Wielka Brytania, Niemcy i Włochy podpisały Układ Monachijski. Konferencja dotyczyła sprawy Niemców sudeckich, którzy od zakończenia I wojny światowej mieszkali na obszarze nowo utworzonej Pierwszej Republiki Czechosłowackiej. W 1921 r. mieszkało tam 3 218 000 Niemców, którzy stanowili 23,6% ludności państwa. Zachodnie mocarstwa zgodziły się na włączenie do Niemiec Kraju Sudetów. Przypieczętowały tym samym los Czechosłowacji, której przedstawiciele nie zostali zaproszeni do rozmów. Po podpisaniu paktu kanclerz rzeszy Adolf Hitler powiedział: "Jestem bardzo wdzięczny panu Chamberlain za wszelkie wysiłki. Zapewniam go, że niemiecki naród nie ma innego celu jak tylko pokój. Dalej podkreśliłem i powtarzałem, że rozwiązanie tej sprawy przez Niemcy oznacza, że w Europie nie będzie już terytorialnych problemów". Sytuację Czechosłowacji po Układzie Monachijskim wykorzystały sąsiednie państwa - Polska i Węgry. Polska wystosowała ultimatum pod adresem Pragi, żądając włączenia Zaolzia do II RP. 1 października ultimatum zostało zaakceptowane przez stronę Czechosłowacką. Wówczas rząd polski zdecydował o wkroczeniu na Zaolzie, do którego od dawna Polska rościła pretensje (Region ten zamieszkany był w większości przez Polaków). 2 października 1938 roku Zaolzie zostało włączone do Polski po zajęciu przez wojska dowodzone przez gen. dywizji Władysława Bortnowskiego. 2 listopada tegoż roku odbył się natomiast Pierwszy Arbitraż Wiedeński, w wyniku którego do Węgier została włączona południowa Słowacja. Polski Minister spraw zagranicznych Józef Beck został poinformowany o Niemieckich zamiarach względem Austrii i Czechoslowacji w trakcie jego pobytu w Berlinie w dniach 13-14 Stycznia 1938. W trakcie wizyty Hermana Göringa w Polsce 23 Lutego Beck poinformował go o tym że Polska zainteresowana jest ,, pewnym regionem " Czechosłowacji i ,, sposobem ewentualnego załatwienia zagadnień Czeskich". W następnych Miesiącach dyplomacja Polska i Niemiecka wymieniały się wzajemnie informacjami w kwestii Czechosłowackiej. 

## Druga faza - upadek Czechosłowacji
W dniu 14 marca 1939 parlament Słowacji, która po układzie monachijskim uzyskała szeroką autonomię w ramach Czecho-Słowacji, ogłosił jej niepodległość. 15 marca Wehrmacht dokonał agresji na Drugą Republikę, zajmując Pragę, a 16 marca na zajętych terytoriach powstał Protektorat Czech i Moraw pod kontrolą Niemiec. Tym samym państwo czechosłowackie przestało istnieć.
13 marca 1939 r. Hitler poinformował rząd węgierski o planowanym wkroczeniu do Czechosłowacji w ciągu następnych 24 godzin oraz zostawił Węgrom wolną rękę w sprawie Ukrainy Karpackiej. Węgrzy natychmiast przedstawili 12-godzinne ultimatum rządowi czechosłowackiemu, w którym zażądali:
- opuszczenia przez wojsko czechosłowackie Karpackiej Ukrainy
- zwolnienia węgierskich więźniów politycznych
- swobody organizowania się
- ochrony węgierskiej własności
- wydania broni Węgrom

Czechosłowacki rząd nie wyraził zgody na wydanie broni. 14 marca 1939 r. o 6 rano wojska węgierskie zaatakowały Czechosłowację, w tym Ukrainę Karpacką. Równocześnie, w nocy z 13 na 14 marca, Sicz Karpacka zaatakowała posterunki czechosłowackie znajdujące się w Chuście.
Węgrzy atakowali w trzech kierunkach – z Mukaczewa na Swalawę, z Użhorodu na Pereczyn oraz dzień później ze wschodu na Sewlusz i Chust.
Walki trwały krótko. Wojska czechosłowackie, wspierane przez jednostki Straży Ochrony Państwa (StOS) broniły się do 17 marca. W walkach uczestniczyły oddziały Siczy Karpackiej pod dowództwem Mychajła Kołodzynśkiego. Oddziały czechosłowackie i siczowe zostały zmuszone do wycofania się na teren Rumunii, a Kołodzynśkyj wraz ze swoim adiutantem Zenonem Kossakiem zostali schwytani i rozstrzelani. Do 18 marca 1939 r. powstający organizm państwowy Karpato-Ukrainy został całkowicie zlikwidowany. 16 marca na Przełęczy Tucholskiej odbyły się uroczystości spotkania wojsk polskich i węgierskich i utworzenia wspólnej granicy.